# Eugène Brieux
Eugène Brieux, född 19 januari 1858 och död 6 december 1932, var en fransk dramatiker.
Brieux var ursprungligen journalist, men började omkring 1890 under inflytande av André Antoine och hans Théâtre libre att skriva för teatern. Brieux var som dramtiker till formen naturalist, men samtidigt starkt samhällskritisk i sina berättelser. Bland hans pjäser märks Ménages d'artistes (1890), Blanchette (1892), Les bienfaiteurs (1897), L'école des bellemères (1898), La robe rouge (1900),  Maternité (1903), Les hannetons (1906), Simone (1908), La foi (1912), La femme seule (1913), Les américains chez nous (1920), samt Trois bons amis (1921). Brieux var från 1909 medlem av Franska akademien.